# Fruta prohibida (novela)
Oranges Are Not the Only Fruit (traducida al español como Fruta prohibida) es una novela de Jeanette Winterson publicada en 1985 por Pandora Press. Es una historia sobre el crecimiento personal de una lesbiana que crece en una comunidad pentecostal inglesa. Los temas clave del libro incluyen la transición de la juventud a la edad adulta, las relaciones familiares complejas, las relaciones entre personas del mismo sexo, la religión y la fe.
Se incluyó en las listas de lectura del Certificado General de Educación Secundaria  y A-Level para la educación en Inglaterra y Gales. Fue adaptada como serie dramática de televisión de la BBC del mismo nombre ganadora del BAFTA en 1990.

## Origen
El libro es semiautobiográfico y está basado en la vida de Winterson mientras crecía en Accrington en el condado de Lancashire. "Escribí sobre algunas de mis experiencias en Oranges, y cuando el libro se publicó, mi madre me envió una nota furiosa". En sus memorias de 2011, ¿Por qué ser feliz cuando podrías ser normal? se ofrece un relato paralelo no hecho ficción de su vida en ese momento. Aunque la protagonista de Oranges lleva el nombre de la autora, John Mullan ha sostenido que no se trata ni de una autobiografía ni de unas memorias, sino de un Künstlerroman.
Aunque se la denomina "novela lésbica", Winterson se ha opuesto a esta etiqueta, argumentando que no entiende por qué la ficción heterosexual es para todos y cualquier historia que incluya una experiencia homosexual es solo para personas queer.

## Sinopsis
La novela está dividida en ocho capítulos, cada uno de los cuales lleva el nombre de uno de los primeros ocho libros de la Biblia (Génesis, Éxodo, Levítico, Libro de los Números, Deuteronomio, Libro de Josué, Libro de los Jueces y Libro de Rut).
El personaje principal es una joven llamada Jeanette, que es adoptada por evangelistas de la Iglesia Pentecostal Elim. Ella cree su destino es convertirse en misionera. El libro describe su entusiasmo religioso como una exploración del poder del amor. Pero Jeanette se siente atraída por otra chica, y el grupo de amigos religiosos de su madre las somete  a exorcismos.
Jeanette narra su vida desde los siete años, cuando vivía en Inglaterra con sus padres adoptivos. Su madre, una cristiana fundamentalista, dominaba su vida, mientras que su padre estaba ausente. Hasta los siete años, Jeanette fue educada en casa, principalmente en la Biblia, porque su madre la veía como un futuro siervo de Dios. A los siete años, Jeanette perdió la audición y fue mal diagnosticada hasta que recibió tratamiento en el hospital. En la escuela, fue marginada por sus creencias evangélicas. A medida que crecía, comenzó a cuestionar las enseñanzas de su iglesia, aunque seguía siendo muy cercana a su madre. Jeanette se enamoró de Melanie, una chica que conoció, y comenzaron una relación. Al confesarle a su madre su amor, la iglesia intentó exorcizarla y su madre la castigó severamente. Melanie desapareció y Jeanette continuó en la iglesia, donde inició otra relación con Katy. La iglesia la culpó y la forzó a abandonar su rol activo. Finalmente, Jeanette dejó la iglesia y su madre la echó de casa. Jeanette tomó varios trabajos y eventualmente se mudó a la ciudad. Tiempo después, regresó a visitar a su madre, cuya fe seguía fuerte pero mostraba signos de ablandamiento en sus creencias.

## Premio
La novela obtuvo el premio Whitbread  en 1985.

## Adaptaciones
La BBC realizó y transmitió una adaptación televisiva que se estrenó en 1990. Charlotte Coleman interpretó a Jess adulta, mientras que Emily Aston hizo el papel de la joven Jess. La madre fanática de Jess fue interpretada por Geraldine McEwan, quien recibió un premio BAFTA a la mejor actriz por su actuación. La serie también ganó premios BAFTA a la mejor obra dramática y a la mejor película sonora. La adaptación fue dirigida por Beeban Kidron y producida por Phillippa Giles, presentando una narrativa más directa que la novela con el objetivo de atraer al público sin comprometer el mensaje del libro. En la introducción del guion publicado, Winterson expresó su deseo de desafiar "las virtudes del hogar, el poder de la iglesia y la supuesta normalidad de la heterosexualidad".
En abril de 2016 se transmitió en BBC Radio 4 una dramatización de dos partes, adaptada por Winterson y protagonizada por Lesley Sharp.